# Toby Stephens
Toby Stephens (Londres, 21 de abril de 1969) é um ator inglês de televisão e cinema, famoso por ter interpretado o supervilão Gustav Graves no filme 007 - Um Novo Dia para Morrer (2002), Edward Fairfax Rochester na adaptação de Jane Eyre feita pela BBC e Capitão Flint na série Black Sails. É filho da atriz Maggie Smith, famosa por interpretar Minerva McGonagall na franquia Harry Potter.
Stephens interpretou Príncipe João na terceira temporada da série Robin Hood, também da BBC. Interpretou James McGraw (também conhecido como Capitão Flint) na série Black Sails e também está no elenco do filme 13 Horas: Os Soldados Secretos de Benghazi, filme de Michael Bay. Em 2018, estrelou na série da Netflix Perdidos no Espaço, no papel de John Robinson.

## Biografia
Toby nasceu em 1969, o filho mais novo dos atores Maggie Smith e Robert Stephens. Ele nasceu no Hospital Middlesex, em Fitzrovia, Londres. Estudou no Seaford College, lugar onde foi extremamente infeliz. Ingressou na Academia de Música e Arte Dramática de Londres, onde estudou drama e atuação.

## Filmografia

### Cinema
- 1992 - Orlando
- 1996 - Twelfth Night
- 1997 - Photographing Fairies
- 1998 - Cousin Bette
- 1999 - Onegin
- 1999 - Sunset Heights
- 2000 - The Announcement
- 2000 - Space Cowboys
- 2001 - Possession
- 2002 - Die Another Day
- 2003 - Cambridge Spies
- 2004 - Terkel in Trouble
- 2005 - Midsummer Dream
- 2005 - Mangal Pandey: The Rising
- 2006 - Dark Corners
- 2006 - Severance
- 2013 - Believe
- 2013 - All Things to All Men
- 2013 - The Machine
- 2016 - 13 Hours: The Secret Soldiers of Benghazi
- 2016 - The Journey
- 2017 - Hunter Killer

### Televisão
- 2005 - Waking the Dead
- 2006 - Jane Eyre
- 2009 - Robin Hood
- 2010 - Strike Back
- 2010-2012 - Vexed
- 2012 - Law & Order: UK
- 2014 - Black Sails
- 2015 - And Then There Were None
- 2018 - Perdidos no Espaço
- 2023 - Percy Jackson e os Olimpianos